# Teoría de Schreiber
La teoría de Schreiber  es una aproximación  de la crítica cinematográfica y la   teoría cinematográfica  la cual sostiene que el principal autor de una película es generalmente el guionista  antes que el  director. El término fue acuñado por David Morris Kipen, Director de literatura  en la  Fundación nacional de las artes de estados unidos.

## Antecedentes
En su libro de 2006 The Schreiber Theory: A Radical Rewrite of American Film History, Kipen dice que  la influyente teoría del autor  de los años cincuenta hace un análisis erróneamente sesgado hacia la figura del  director como el que posee la visión absoluta sobre el filme. En contraste Kipen cree que el guionista tiene una gran influencia en la calidad  del trabajo finalizado y que conocer quien escribió la película es "la más segura de las predicciones"  sobre que tan buena será:

Un cinéfilo  buscando  películas escritas, digamos por, Eric Roth o Charlie Kaufman  no siempre verá una obra maestra, pero verá menos basura de la que podría ver incluso con directores brillantes como John Boorman, o un actor inteligente Jeff Goldblum. todo es un asunto sobre apostar por el caballo más rapido, en vez del más preciado o el  más bonito.

Kipen reconoce que su teoría centrada en el escritor no es nueva, por lo que rinde tributo a críticos anteriores de la teoría del autor tales como  Pauline Kael y  Richard Corliss. Él cree que la aproximación de la teoría del autor, sin embargo, se mantiene dominante y que los filmes se han visto afectados como resultado del rol del guionista siendo infravalorado. Kipen se refiere a su libro como un "manifiesto" y en una entrevista con la revista SF360 estableció que él deseaba usar la teoría de Schreiber como  "una palanca para cambiar la manera en que la gente piensa sobre la escritura de guiones y las películas en general".

## Origen del término
Buscando un nombre para su teoría Kipen escogió la palabra en Yidis  para escritor – Schreiber – en honor a muchos de los primeros guionistas americanos quienes tenían el  Yidis como su lengua materna.

## Críticas
En Variety, Diane Garrett dijo que  Kipen muestra un grado de  falsedad cuando establece que el  Schreiberismo  es  "un intento de rescatar la crítica y la erudición de aquellos que quieren que olvidemos cuán realmente es la realización cinematográfica colaborativa". Ella dijo que, "Si esa es verdaderamente su meta, ¿por que dedicar 150 páginas a defender la supremacia del guionista? En vez de decir:  Por favor, no olvides al guionista ".
En una entrevista con Kipen, el escritor de cine Michael Fox dijo que el  Schreiberismo se ve menos como un intento  para desacreditar la teoría del autor  que una estratagema para "simplemente cambiar la denominación del autor de los  directores a los guionistas". La respuesta de Kipen fue que había un elemento de  "parodia" en su teoría centrada en el escritor, y que esperaba "sobrecorregir" el modelo centrado en el director de tal manera que "el promedio final de los dos sea una representación más realista".